# Maria Maniakówna
Maria Maniakówna ps. Ziemska (ur. 5 kwietnia 1911 w Przemykowie, zm. 4 marca 1998 w Warszawie) – działaczka ZMW „Wici", od 1939 w SZP, od 1940 jako „Ziemska” Szef Łączności i Kolportażu KG BCh, od października 1941 więźniarka Pawiaka, później Oświęcimia-Brzezinki i Ravensbrück.

## Życiorys
Urodziła się w rodzinie Jana Maniaka i Franciszki z Nogów. Wychowywała się z dwoma starszymi braćmi, Stanisławem i Janem. Uczęszczała do szkoły powszechnej w Przemykowie, którą ukończyła w 1925 w Koszycach. W Warszawie uczęszczała do Państwowego Gimnazjum Żeńskiego im. Narcyzy Żmichowskiej, które ukończyła w 1930, a następnie rozpoczęła studia historyczne na Uniwersytecie Warszawskim, zarobkując równocześnie jako świetliczanka w szkołach powszechnych i kierowniczka świetlicy dla dzieci i młodzieży robotniczej w Zarządzie Miejskim Warszawy. Studia na UW ukończyła 28 czerwca 1935 uzyskując stopień magistra filozofii w zakresie historii, a w 1936 Studium Pedagogiczne. Przez wszystkie te lata borykała się z trudnościami materialnymi. Od 1936 do 1939 na UM pracowała w archiwum Instytutu Historii Najnowszej. Prowadziła także kursy dla żołnierzy-analfabetów w Polskim Białym Krzyżu i należała również do PWK. W 1939 ukończyła kurs archiwalny, który organizowało Ministerstwo Wyznań i Oświecenia Publicznego. Od 1930 była członkinią koła Związku Młodzieży Wiejskiej „Wici” w Przemykowie, a podczas studiowania na UW pełniła funkcję członka Zarządu Głównego i sekretarza prezydium. Uczestniczyła również w działalności wiciowej na terenie woj. mazowieckiego i kieleckiego oraz pełniła funkcję współredaktorki „Wiciarki”, dodatku do organu związkowego „Wici”. Od 1931 należała do Stronnictwa Ludowego.
W sierpniu 1939 PWK zmobilizowało Marię do obrony cywilnej, podczas której uczestniczyła we wrześniu na terenie Żerania. W październiku za pośrednictwem Janiny Karasiówny została wprowadzona do Służby Zwycięstwu Polski. Uczestniczyła w pracach organizacyjnych i łącznościowych, odbyła wyprawę kurierską do Kielc z rozkazem gen. Michała Tokarzewskiego, pakietem pieniędzy i dowodów osobistych. W 1940 była współorganizatorką konspiracyjnego Stronnictwa Ludowego „Roch” i przeszła do Batalionów Chłopskich. Jako „Ziemska” w KG BCh objęła funkcję Szefa Łączności i Kolportażu. Do jej zadań należało ustalanie punktów łączności na terenie Warszawy oraz organizowanie sieci łączności na obszarze Generalnego Gubernatorstwa i terenów, które zostały włączone do Rzeszy. 2 października 1941 aresztowano ją na Dworcu Głównym w Warszawie z walizką w której przewoziła prasę konspiracyjną. Gestapo przesłuchiwało ją i torturowało w Al. Szucha, ale niczego nie ujawniła i ostatecznie 25 sierpnia 1942 wywieziona została z Pawiaka, gdzie była przetrzymywana, do obozu Auschwitz-Birkenau, gdzie otrzymała nr 18279. W obozie próbowała organizować życie kulturalne, uczestnicząc w ruchu oporu. W styczniu 1943 została przekazana do obozu męskiego w Auschwitz, gdzie w tzw. 11 „bloku śmierci” przebywała do lipca. Ponownie przeniesiona do Birkenau, w którym pracowała w komandzie karnym z kilkudziesięcioosobowym zespołem młodych Żydówek przy segregowaniu odzieży po zagazowanych Żydach. W październiku 1944 przewieziona do Ravensbrück, gdzie otrzymała nr 80257. Została uwolniona 25 kwietnia 1945 i przewieziona przez Szwedzki Czerwony Krzyż do Szwecji na rehabilitację. 2 listopada 1945 powraca do Polski pierwszym transportem ewakuacyjnym.
Maria Maniakówna Rozkazem Nr 5/Pers. płk. Franciszka Kamińskiego, Komendanta Głównego BCh z 30 maja 1945 została odznaczona Krzyżem Srebrnym Orderu Wojennego Virtuti Militari. Odznaczenie zostało zweryfikowane 13 maja 1966 przez GKWO przy ZG ZBoWiD z nr. legitymacji DK-05626/W. Tym samym rozkazem została mianowana na stopień majora, a Decyzją Ministra Obrony Narodowej Nr 51 /K.adr z 12 maja 1994 na stopień podpułkownika.
W grudniu 1945 wybrano Marię na sekretarza Prezydium ZG ZMW „Wici”, a funkcję tę pełniła zawodowo do lipcu 1948, aż władze komunistyczne zlikwidowały „Wici”, a ona została członkiem Rady Naczelnej powołanego wtedy ZMP. Od 1945 była członkinią Polskiego Stronnictwa Ludowego (Mikołajczykowskiego), a od połowy 1947 do tzw. Lewicy PSL, aż w końcu do Zjednoczonego Stronnictwa Ludowego, będąc tam przewodniczącą Komisji Historycznej. W latach 1952-1953 była zastępcą kierownika Wydziału Propagandy NKW ZSL. W latach 1949-1956 członkiem Rady Naczelnej ZSL, a w latach 1956-1964 członkiem NKW ZSL. W 1973 na VI Kongresie ZSL została wybrana członkinią Głównej Komisji Rewizyjnej. W tym okresie pełniła także obowiązki przewodniczącej Rady Wydziału Kobiecego NKW ZSL i członkini Komisji Kontroli Stronnictwa. Zawodowo od 1953 pracowała w Zakładzie Historii Najnowszej Instytutu Historii Polskiej Akademii Nauk. Pracowała tam pół roku, a następnie wzięła bezpłatny urlop i wyjechała do Przemykowa, w celu opieki nad ciężko chorą matką. Kiedy zmarła matka, Maria w maju 1955 powróciła do Warszawy, gdzie podjęła pracę w Ludowej Spółdzielni Wydawniczej na stanowisku kierownika redakcji historycznej. Została również zatrudniona w październiku 1962 w Zakładzie Historii Ruchu Ludowego na stanowisku sekretarza Malej Encyklopedii Wiejskiej. W latach 1957-1961 była posłanką do Sejmu z ramienia ZSL z okręgu wyborczego Nr 28 w Starachowicach. Pracowała w sejmowych Komisjach Zdrowia i Kultury Fizycznej pełniąc w niej funkcję zastępcy przewodniczacego oraz Kultury i Sztuki. W 1964 zwolniono Marię Maniakówną z pracy w LSW i powróciła do pracy w Instytucie Historii PAN. Będąc pracownikiem naukowym Zakładu II Wojny Światowej uczestniczyła w zbiorowym 5-tomowym opracowaniu Ludność cywilna w obronie Stolicy oraz w pracach nad 3-tomową Encyklopedią Ruchu Ludowego. W 1970 przeszła na rentę specjalną dla zasłużonych działaczy ruchu ludowego. Przy swojej niespożytej energii działała twórczo w wielu instytucjach i organizacjach społecznych, które były związane ze sprawami wsi, a także w organizacjach kombatanckich. Należała do ZG, a następnie Rady Naczelnej Związku Bojowników o Wolność i Demokrację, ZG Chłopskiego Towarzystwa Dzieci, a później ZG Towarzystwa Przyjaciół Dzieci, a od 1949 była członkiem Prezydium ZG Ligi Kobiet i członkiem Głównej Komisji Rewizyjnej Towarzystwa Przyjaźni Polsko-Radzieckiej .
Zmarła 4 marca 1998 w Warszawie, a pochowano ją w Alei Zasłużonych Cmentarza Wojskowego na Powązkach.

## Odznaczenia
- Krzyż Komandorski z Gwiazdą Orderu Odrodzenia Polski – pośmiertnie
- Krzyż Komandorski  Orderu Odrodzenia Polski – 1955
- Krzyż Srebrny Orderu Virtuti Militari – 30 maja 1945
- Złoty Krzyż Zasługi – 1959
- Krzyż Partyzancki
- Krzyż Oświęcimski
- Krzyż Batalionów Chłopskich